# Ignacy Koral
Ignacy Koral (ur. 1 listopada 1886 w Warszawie, zm. 28 kwietnia lub 31 grudnia 1974) – inspektor Policji Państwowej, pułkownik Milicji Obywatelskiej.

## Życiorys
Urodził się 1 listopada 1886 w Warszawie, w rodzinie Bronisława i Ewy.
W II RP wstąpił do Policji Państwowej. W stopniu inspektora służył w Komendzie Głównej PP. W tym czasie współorganizował ochotniczy pułk piechoty podczas wojny polsko-bolszewickiej. Następnie w Komendzie Głównej PP od 13 listopada 1921 do kwietnia 1923 pełnił funkcję naczelnika Wydziału Finansowo-Gospodarczego, a od kwietnia 1923 do 4 listopada 1929 naczelnika Wydziału I Ogólnego (jego poprzednikami byli inspektorzy Franciszek Kaufman i Ignacy Krzymuski).
Po II wojnie światowej wstąpił do Milicji Obywatelskiej. Od 7 lipca 1945 był przydzielony do dyspozycji Komendanta Głównego MO. W stopniu pułkownik KGMO został mianowany przez Prezesa Rady Ministrów Edwarda Osóbkę-Morawskiego członkiem powołanej 29 sierpnia 1945 Komisji Rehabilitacyjno-Kwalifikacyjnej, po czym 6 września 1945 zrezygnował z zasiadania w niej z uwagi na nadmiar obowiązków służbowych.
Od 15 października 1945 do 23 marca 1949 służył jako oficer do szczególnych zleceń Komitetu do spraw Bezpieczeństwa Publicznego.
Zmarł 28 kwietnia 1974 lub 31 grudnia 1974.

## Ordery i odznaczenia
- Krzyż Kawalerski Orderu Odrodzenia Polski (2 maja 1923)[9]
- Złoty Krzyż Zasługi (10 grudnia 1928)[10]